# Estadio Ramón Tahuichi Aguilera
Estadio Ramón Tahuichi Aguilera is een voetbalstadion in de Boliviaanse stad Santa Cruz de la Sierra. Vaste bespelers zijn Oriente Petrolero en Club Blooming, beide clubs uit de hoogste afdeling van het Boliviaanse profvoetbal, de Liga de Fútbol Profesional Boliviano. Ook Club Destroyers en Guabirá (1962-1999) spelen en speelden hier hun thuiswedstrijden. De capaciteit van het in 1940 geopende complex is 38.000 toeschouwers.
Het stadion, bijgenaamd El Tahuichi, heette aanvankelijk Estadio Departamental de Santa Cruz. In 1972 werd deze naam gewijzigd in Estadio William Bendeck, naar de gelijknamige autocoureur. In 1980 kreeg het complex zijn huidige naam, die verwijst naar de Boliviaanse voetballer Ramón Aguilera. 
Het stadion was een van de vier stadions bij de strijd om de Copa América 1997, naast het Estadio Félix Capriles (Cochabamba), het Estadio Hernando Siles (La Paz) en het Estadio Olímpico Patria (Sucre).